# 애니카 노니 로즈
애니카 노니 로즈(Anika Noni Rose, 1972년 9월 6일 ~ )는 미국의 배우, 가수이다. 《공주와 개구리》(2009)에서 월트 디즈니 픽처스의 최초 흑인 공주인 티아나 역의 목소리를 맡았다. 2011년 디즈니 레전즈에 이름을 올렸다.
뮤지컬 《Eli's Comin'》(2001)으로 2001년 오비상 연기상을 수상했으며, 뮤지컬 《Caroline, or Change》(2004)로 그해 제58회 토니상 뮤지컬 부문 여우주연상을 탔다.

## 출연 작품

### 영화
- 프럼 저스틴 투 켈리 (2003)
- 서바이빙 크리스마스 (2004)
- 드림걸스 (2006) - 로럴 로빈스 역
- 저스트 애드 워터 (2008, Just Add Water)
- 공주와 개구리 (2009) - 티아나 역 (목소리)
  - 주먹왕 랄프 2: 인터넷 속으로 (2018)
- 컬러드 걸스 (2010, For Colored Girls)- 야스민 역
- 정사 2015 (2012, Skyler)- 테라피스트 역
- 쿰바: 반쪽무늬 얼룩말의 대모험 (2013) - 목소리
- 태양은 노랗게 타오른다 (2013)
- 에브리씽, 에브리씽 (2017)
- 어쌔신 걸스 - 낸스 역 (2018)
- 바디캠 (2020, Body Cam) - 타니샤 브렌즈 역
- 징글 쟁글: 저니의 크리스마스 (2020) - 제시카 역
- 원스 어폰 어 스튜디오 (2023) - 목소리

### 텔레비전
- 서드 워치 (2002)
- 스타터 와이프 (2007, The Starter Wife) - 라벤더 역
- 굿 와이프 (2010-13)
- 성범죄수사대: SVU (2011)
- 백 오브 본즈 (2011, Bag of Bones) (A&E)
- 프라이빗 프랙티스 (2012)
- 엘리멘트리 (2012)
- 심슨 가족 (2012) - 목소리
- 리틀 프린세스 소피아 (2014) - 목소리
- 베이츠 모텔 (2015-16)
- 뿌리 (2016) (히스토리)
- 파워 (2016-17)
- 볼트론: 전설 속의 수호자 (2017) - 목소리
- 어벤져스 어셈블 (2019) - 목소리
- 작은 불씨는 어디에나 (2020)
- 조용한 희망 (2021)
- 신비한 개구리 나라 앰피비아 (2021-22) - 목소리